# Willehad
Willehad est un missionnaire chrétien anglo-saxon mort le 8 novembre 789.

## Biographie
Willehad serait né en Northumbrie, où il aurait été formé par Alcuin à York. Une fois ordonné prêtre, il est envoyé en mission auprès des Frisons par le roi Alhred vers 770. Il s'installe à Dokkum, dans l'est de la Frise, où il poursuit l'œuvre de Boniface qui y est mort en martyr en 754. Le roi franc Charlemagne l'envoie prêcher la foi chrétienne auprès des Saxons en 780. Confronté à la révolte du duc Widukind, il est contraint de fuir la région en 782,.
Willehad se rend alors en pèlerinage à Rome, puis réside quelque temps à l'abbaye d'Echternach, dont l'abbé, Beornred, est également originaire d'Angleterre. Il retourne en Saxe en 785, après la soumission de Widukind à Charlemagne et y mène une « intense activité pastorale ». Deux ans plus tard en 787, il est sacré évêque de Brême. et fait construire la première cathédrale de Brême (en bois). Il meurt en 789, au cours d'une visite pastorale. Il est inhumé dans sa cathédrale. Sa fête est le 8 novembre, jour anniversaire de sa mort,,.
Après sa mort, de nombreux miracles lui sont attribués, et son culte se répand en Allemagne du nord, au Danemark et en Angleterre. S'il est oublié durant la période de la réforme, depuis un siècle, sa notoriété se développe à nouveau.